# 西郷村 (鳥取県東伯郡)
西郷村（さいごうそん）は、鳥取県東伯郡にあった村。現在の倉吉市の一部にあたる。

## 地理
天神川右岸の小沖積地に位置していた。
- 河川：栗尾川[3]、小鴨川[4]
- 山岳：栗尾山[5]、新宮山[6]

## 歴史
- 1889年（明治22年）10月1日、町村制の施行により、河村郡大原村、栗尾村、下余戸村、上余戸村、八屋村、伊木村、山根村が合併して村制施行し、西郷村が発足[1][2]。旧村名を継承した大原村、栗尾村、下余戸村、上余戸村、八屋村、伊木村、山根村の7大字を編成[2]。
- 1896年（明治29年）4月1日、郡の統合により東伯郡に所属[2]。
- 1914年（大正3年）11月1日、「西郷村大字○○村」から大字の「村」を削除し、「西郷村大字○○」と改称[7]。
- 1953年（昭和28年）10月1日、東伯郡上井町、倉吉町、上小鴨村、社村、上北条村、北谷村、高城村、灘手村（一部）と合併し、市制施行して倉吉市を新設して廃止された[1][2]。合併後、倉吉市大字大原・栗尾・下余戸・上余戸・八屋・伊木・山根となる[2]。

### 地名の由来
日下荘の別称西郷のうち上西郷に由来。

## 産業
- 農業[8]

## 教育
- 1873年（明治6年）八屋小学校開校[2]。1887年（明治20年）大原村簡易小学校開校[2]。1891年（明治24年）八屋尋常小学校、大原村簡易小学校を統合し西郷尋常小学校に改称し、校地を大字下余戸に移転[2][9]。1922年（大正11年）高等科を設置[2]。1941年（昭和16年）西郷国民学校に改称[2]。1947年（昭和22年）西郷小学校に改称[2]。